# TOI-178
TOI-178 es un sistema planetario en la constelación del Escultor, que parece tener al menos cinco, y posiblemente seis planetas en una cadena de resonancias de Laplace. Esa es una de las cadenas más largas descubiertas hasta ahora en un sistema de planetas. El sistema también tiene variaciones inusuales en las densidades entre los planetas.
El sistema está a unos 205 años luz de distancia, lo que es relativamente cerca, lo que implica que tales sistemas pueden ser relativamente comunes. El brillo de la estrella, TOI-178a, facilita las observaciones de seguimiento, lo que la convierte en un sistema ideal para ampliar nuestra comprensión de la formación y evolución de planetas.
El sistema planetario fue confirmado por datos proporcionados por cinco proyectos de búsqueda de planetas diferentes. Después de que TESS proporcionara las primeras pistas sobre un sistema con una interesante cadena resonante, CHEOPS, ESPRESSO, NGTS y SPECULOOS proporcionaron observaciones adicionales para refinar la medición y confirmar el hallazgo. En los próximos años, las observaciones de las variaciones del tiempo de tránsito en los tránsitos de los diversos planetas, que se espera que oscilen entre minutos y decenas de minutos, deberían ayudar a precisar las masas planetarias y descubrir las excentricidades de las diversas órbitas.